# Preston (Connecticut)
Preston – miasto w Stanach Zjednoczonych, w stanie Connecticut, w hrabstwie New London.